# Непокаланов
Непокала̀нов или Непокаля̀нув (на полски: Niepokalanów) e францискански манастир-санктуариум („Град на Мария“, на полски „Gród Maryi“) в Полша, разположен на територията на Варшавската архиепархия, в село Папротня, община Терешин. Манастирът, заемащ площ 28 ha, е разположен край железопътната линия Варшава – Лович, на около 42 км западно от Варшава. Принадлежи към Провинцията на непорочната Божия Майка на Ордена на Малките Братя Конвентуалци във Варшава.

## Основаване на манастира
Основан е през 1927 г. върху терен, дарен от княз Ян Друцки-Любецки, мястото, където развива своята дейност светият отец францисканец Максимилиан Мария Колбе. Първоначално манастирът заема малко по размер пространство, но паралелно с разрастване на дейността му се увеличава и заеманата от него територия (княз Друцки-Любецки дарява предни земи, върху които да бъдат построени нови сгради). На 8 декември 1927 г., на празника Непорочно зачатие на Пресветата Дева Мария, манастирът е осветен от отец Корнели Чуприк. Първоначално отец Максимилиан планира да даде на манастира името „Дворът на Непорочната“ на полски „Zagroda Niepokalanej“), но отец Корнели го убеждава да назоват манастира Непокаланов.

Преди да избухне Втората световна война в манастира живеят 760 монаси, а самият Непокаланов е голям издателски център за религиозни списания. По това време печатницата разполага с 3 ротационни машини за печат, както и с няколко линотипа и машини за плосък печат. Издателството изразходва годишно около 1600 тона хартия за почти 60 милиона екземпляра списания.

От юли 1931 г. в манастира действа Доброволна пожарна команда, в която участват братята монаси, нещо нечувано на други места. Задачата на командата, оборудвана с прости съоръжения (ръчни пръскачки, бъчви собствена изработка, стълби) е да се грижи за пожарната безопасност на дървените жилищни сгради и за сградите на издателството. В случай на пожар се притичва на помощ и на жителите на околностите.

През април 1938 г. е изготвен план за нуждите на издателството в Непокаланов да бъде изградено малко летище. През декември 1938 г. е излъчено първото предаване на новооткритото радио SP3-RN. Дейността на францисканското радио не успява да напусне сферата на пробните предавания, тъй като опитите за лиценз са прекъснати от избухването на войната.

## Съдбата на манастира по време на войната
По време на Втората световна война манастирът се превръща в убежище за войниците, ранени в септемврийската кампания, и за много бежанци без оглед на тяхната националност и вероизповедание. В края на 1939 г. и началото на 1940 г. в продължение на няколко месеца в манастира пребивава група от около 1500 евреи, изселени от Велкополска, за които монасите се грижат.

Военните действия не подминават живущите в манастира. Отец Максимилиан Колбе, арестуван през февруари 1941 г. заедно с четирима други монаси, половин година по-късно е убит в лагера Аушвиц. По време на варшавското въстание, въпреки честите проверки от страна на германците, манастирът дава убежище на много от ранените въстаници. В края на войната (през януари 1945 г.) Непокаланов е бомбардиран, в резултат на което загиват шестима монаси, няколко други са ранени, а много от сградите на манастира са разрушени или сериозно повредени.

Францисканците, лишени от възможността за издателска дейност, се съсредоточават върху усилията да помагат на околното население. Ремонтират селскостопански машини и велосипеди, при тях работи дъскорезница, дърводелска и млекарска работилници, шивачница и пункт на Червения кръст.

## В периода наПолската народна република
След края на войната манастирът бързо възстановява издателската си дейност. През юли 1945 г. е възобновено печатането на „Рицеж Непокаланей“ (пол. Rycerz Niepokalanej), чийто тираж бързо достига 700 000 екземпляра. Издават се също книги, посветени на отец Максимилиан (Skąpiec Boży Jana Dobraczyńskiego, Dwie korony Gustawa Morcinka). Започва освен това издаването на часовникарска енциклопедия от 12 тома (1948 – 1980 г.), редактирана от двата братя францисканци: Вавжинец Подвапински и Бернард Бартник. Местният любителски театър поставя сценични постановки, а в периода на Великия пост монасите представят „Мистерия на мъките Христови“.

През 1949 г. обаче комунистическите власти конфискуват печатарските машини и материали и по този начин спират по-нататъшното развиване на издателска дейност. На манастира са наложени много високи данъци, а държавната цензура спира издаването на „Рицеж Непокаланей“ в продължение на цели 30 години (1952 – 1981 г.). Монасите многократно стават жертва на тормоз и атаки от страна на пресата.

Едно от малкото позитивни събития през този период е възможността за изграждане на нова катедрала в модернистичен стил (1948 – 1954 г.), която местните вярващи използват като енорийска катедрала (енорията е създадена през юни 1950 г.). Проектът на сградата е авторство на архитект Зигмунт Гавлик от Краков. В строителството и довършителните работи с труда си участват и монасите (изработват скулптури, часовника на кулата, спирките на Кръстния път).

Делото по изграждането на храма е оценено високо от примаса на Полша кардинал Стефан Вишински, който по време на едно от посещенията си в манастира казва:

| „ | Преди войната Непокаланов се простираше надлъж и нашир. След войната настъпиха трудни времена и тогава францисканците, не можейки да извършват някогашните си дела, направиха най-мъдрото, което можеха да сторят – изградиха храм. | “ |

Папа Йоан Павел II присъжда на катедралата почетната титла малка базилика (април 1980 г.), а три години по-късно, през юни 1983 г., посещава манастира по време на второто си пилигримство до Полша. Тогава той нарича Непокаланов мястото на героичния живот на Св. Максимилиан и работилница за непорочен труд.

## Непокаланов днес
До днес са оцелели много малко от предвоенните сгради на Непокаланов. Особено внимание заслужава т. нар. стар дървен параклис, построен през есента на 1927 г. и смятан за люлката на манастира. Там монасите са давали своите обети, там са се молили за отец Максимилиан заедно с местното население. В продължение на много години параклисът е използван за зала, в която да се съхраняват различни предмети, свързани с манастира, но след основен ремонт през декември 1997 г. сградата се връща към първоначалната си функция. До старата сакристия се намира първата килия на Св. Максимилиан, в която основателят на манастира е живял чак до заминаването си на мисия в Япония през 1930 r.

На територията на манастира действа Издателство на отците францисканци, в което се печатат „Рицеж Непокаланей“, месечното издание за деца „Мали Рицежик Непокаланей“ (пол. „Mały Rycerzyk Niepokalanej“ и книги на религиозна тематика. В рамките на манастира продължава да работи и доброволна пожарна охрана, която има и свой музей. Сред най-старите и най-важни експонати на музея са пожарната кола Minerva от 1903 г. и ръчни помпи от XIX век.

Днес Непокаланов е важно средище за пилигримите от централната част на Полша. Всяка година по пътя си до Ясна Гура тук се отбиват Варшавските академически митрополитски пилигрими. Местната базилика, Панорамата на хилядолетието и Музеят на Св. Максимилиан „Бил е човек“ (създаден през 1998 г.) вече са посетени от хиляди индивидуални поклонници, както и от организирани групи от цялата страна и от чужбина.

Манастирът е домакин на няколко конгреса на мариологична тематика (през 1994 г., 2000 г. и 2004 г.); на главните чествания по повод годината на Колбе (2010 – 2011 г.); на Пленарната конференция на полския епископат. Тук се намира и седалището на радио Непокаланов, което възобновява дейността си през март 1995 г. В Полша радиото има обхват на територията на Мазовше и на Лодзко войводство, а в САЩ могат да го слушат жителите на Чикаго и околностите.